# ハッケンサック (ニュージャージー州)
ハッケンサック（英: Hackensack）は、アメリカ合衆国ニュージャージー州の都市。バーゲン郡の郡庁所在地である。人口は4万6030人（2020年）。ニューヨーク郊外に位置している。マンハッタンのミッドタウンから20km、ジョージ・ワシントン橋から12kmの距離にあり、市内の多くの場所からニューヨークのスカイラインを見ることができる。
フェアリー・ディキンソン大学の都市部キャンパスがハッケンサック川沿いにあり、ハッケンサック市とティーネック・タウンシップに跨っている。またニュージャージー海軍博物館が市内にあり、第二次世界大戦時の潜水艦USSリングが展示されている。宇宙飛行士のウォルター・シラーはハッケンサック出身者の中でも名高い存在である。
ハッケンサック市は多くの多様な地区と土地が互いに密接して存在していることで知られている。その領域内に著名なハッケンサック大学医療センター、約1.6km続くトレンディな高層ビルの地区、一戸建て家屋の並ぶ古典的な郊外地区、4,000 m2を越える敷地に建つ風格ある古い家屋、古い二戸建て住宅の地区、大きな庭園のあるアパート複合住宅、工業地帯、バーゲン郡監獄、潮汐のある川、ハッケンサック川郡立公園、ボーグの森自然保護地、様々な市立公園、大型のオフィスビル、大きな大学キャンパス、バーゲン郡庁舎、活発な小都市中心街地区、様々な小さな事業地区がある。
設立当初は「ニューバルバドス・タウンシップ」が公式名称だったが、一般には「ハッケンサック」と呼ばれていた。1921年に市制に移行した時からその名前を公式に採用した。

## 歴史

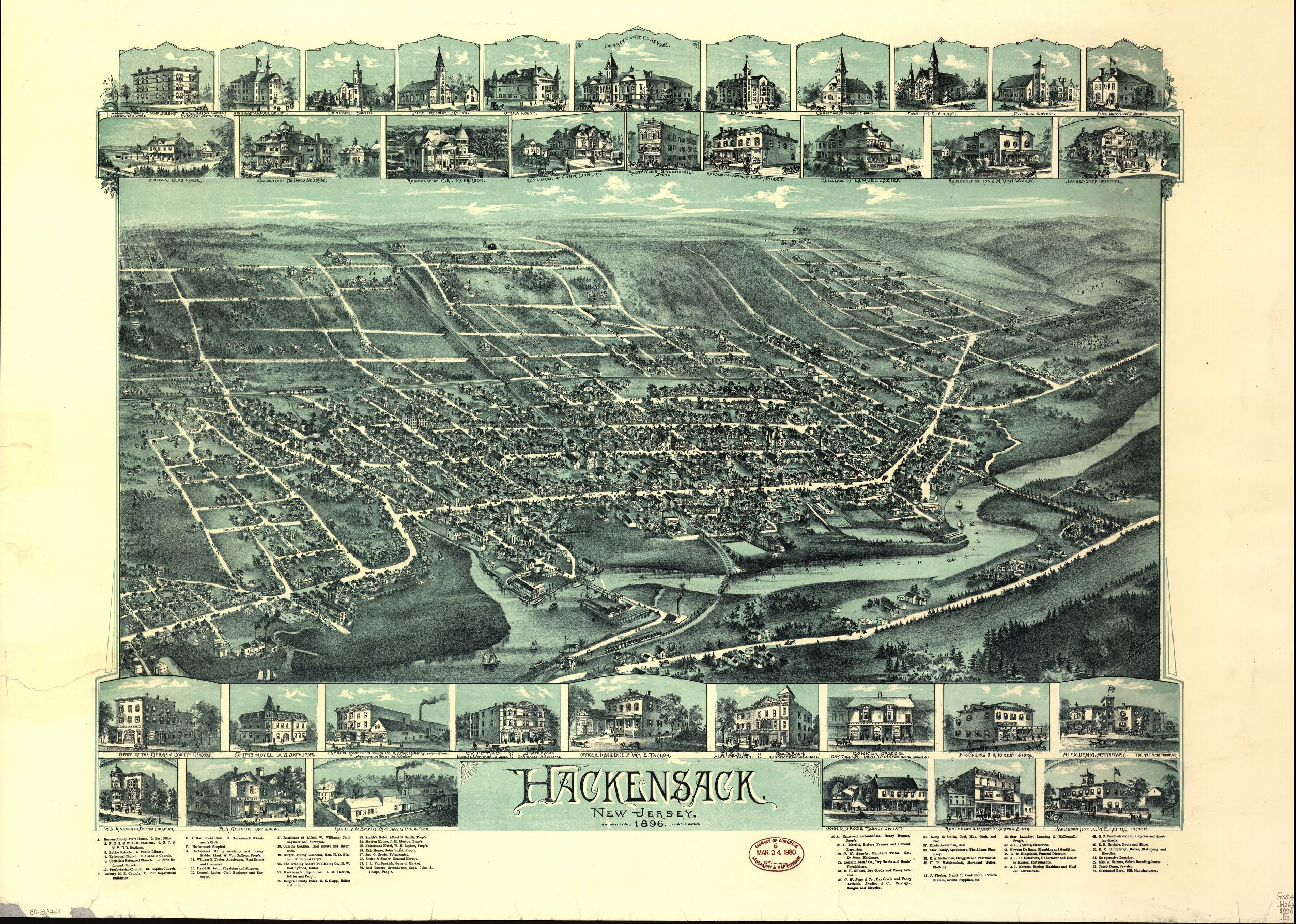
1896年のハッケンサック

ハッケンサックとなった地域の初期住人はアルゴンキン語族インディアンのレニ・レナペ族であり、後にはデラウェア族とも呼ばれた。「石の多い土地」を意味する「アチニグ・ハッチ」あるいは「アッキングサ・サック」と呼んだ川（現在のハッケンサック川）沿いの土地に住んだ。アッキンヘンキー族の酋長オラタムの絵が、ハッケンサックの市章に使われている。
ニューネーデルラントのオランダ西インド会社による、ニューアムステルダム（現在のロウアー・マンハッタン）とはノース川（ハドソン川）対岸である西岸への入植は1630年代のパボニアに始まり、1660年にはバーゲンの町を設立することになった（現在のジャージーシティのバーゲンスクエア）。
レニ・レナペ族の酋長オラタムは、1665年にオランダにハッケンサック川中流域の土地を譲渡した。その地域は間もない1667年にイギリスに奪われたが、オランダ語の名前が残った。東ジャージー領主植民地となった所の総督フィリップ・カータレットが、ジョン・ベリー船長にアクター・コル地域の土地を払い下げた。間もなくベリーはそこに居を構え、その前にバルバドスの島に住んでいたので、そこをニューバルバドスと呼んだ。1669年、オラタム酋長が使者と通訳の役目を果たしてくれたサラ・キアステッドに感謝の印として与えていた土地、2,260エーカー (9.1 km2） の権利譲渡を確認した。その他にもイングリッシュ・ニーバーフッドで払下げが行われた。
1675年、東ジャージー議会が管理のための区分として、バーゲン郡、エセックス郡、ミドルセックス郡、モンマス郡を設立した。1683年、バーゲン郡が他の3郡と共に公式に独立した郡として植民地議会から認知された。バーゲン郡章にはこの年号が記され、開拓者とインディアンの間に合意ができた絵が描かれている。
1693年10月31日、王室勅許によって、ニューバルバドス・タウンシップとアクアカノンク・タウンシップが設立された。
1700年、ハッケンサックの村はメインストリートの周辺、郡庁舎からアンダーソン通りあたりまでの地域に過ぎなかった。ニューバルバドス・タウンシップには現在のメイウッド、ロシェルパーク、パラマス、リバーエッジが含まれ、ハッケンサック川の西岸にあるオラデルの一部も含まれていた。これらの地域は全て人が少なく、農地、森、湿地ばかりだった。当時あった数少ない道路で、現在もあるものは、キンダーマック道路、パラマス道路/パセーイク通り、エセックス通りがあった。現在のハッケンサック市最南部は当時のニューバルバドス・タウンシップに入っていなかった。
ハッケンサックの村と呼ばれることになる地区は、今日バーゲン郡の政府ビルがある地域であり、1710年まではエセックス郡に入っていた。この年にグレートブリテン王国アン女王の国王令によって、バーゲン郡が拡大され、ニューバルバドス・タウンシップはエセックス郡からバーゲン郡に移された。
1710年、新しく結成されたニューバルバドス・タウンシップの中でハッケンサックの村はバーゲン郡の中でも中央に位置し、郡民の大半が容易に往来できることから、バーゲン郡の郡庁所在地に選ばれ、それが今日まで続いている。バーゲン郡郡政委員会の最初期の記録は1715年のものがあり、郡庁舎と監獄の複合施設を建設する合意がなされ、1716年に完成していた。
アメリカ独立戦争の間の1776年11月、ジョージ・ワシントンがニューブリッジ上陸点を通ってリー砦から引き揚げているときに、ハッケンサックの村を作戦本部とし、11月20日には第一オランダ改革派教会の筋向いにある「ザ・グリーン」で宿営した。1780年3月23日、イギリス軍がハッケンサックを襲撃し、火事で最初の郡庁舎が焼けた。
1868年4月1日、州議会で承認された法によって、ハッケンサック改善委員会がニューバルバドス・タウンシップの中で作られ、ハッケンサックの下水道など改善を行う権限を与えられた。
1894年、ニュージャージー州議会がタウンシップ教育法を成立させ、州内の各村、ボロ、町あるいは市が、郡の教育監督官を通じて独自の公共教育を運営する責任を与えられた。ハッケンサックは1894年に新法で要求される教育委員会を設立し、タウンシップ内の学校運営を引き継ぎ、ハッケンサック高校を設立した。1894年、住民の請願によって自治体の境界を変更できる法が成立し、州全体にわたり恐ろしい政治闘争を始めさせた。
タウンシップの領域の一部が分離され、1775年6月22日にハリントン・タウンシップ、1826年3月1日にローダイ・タウンシップ、1871年3月7日にミッドランド・タウンシップ、1894年9月20日にリトルフェリーの各町が作られた。これらの領域の分離が行われた後に、ニューバルバドス・タウンシップに残された領域は、ハッケンサックの村とその周辺にあるフェアマウント、レッドヒル、チェリーヒルの地区だけだった。1896年、ニューバルバドスはローダイ・タウンシップの一部を取得し、エセックス通りの南、その曲がり角からメイウッドとの町境までの領域が入った。同年、ハッケンサック改善委員会が廃止され、ハッケンサック市とニューバルバドス・タウンシップが一体になった。
1894年9月、ニューバルバドス・タウンシップの北東隅が分離されて現在のリトルフェリーとなり、これが領域を分割した最後となった。
州議会の法によって、ニューバルバドス・タウンシップのフェアマウントをハッケンサック改善委員会と共に法人化し、ニューバルバドス・タウンシップは政体として存在しなくなった。1921年11月21日、これより先の11月8日に行われた住民投票の結果に基づき、ニューバルバドス・タウンシップは市として法人化する認証を取得し、公式にハッケンサックという市名を採用した。この名前は元々の住人レニ・レナペ族が「アッキングサ・サック」と呼んでいたことから得られた。
1933年、ハッケンサックは1923年市マネジャー法の条項に従いマネジャー方式の政府を採用し、市政委員会は市全体を選挙区に選ばれる5人の委員で構成され、その中から市長を互選で選ぶこととした。

## 地理

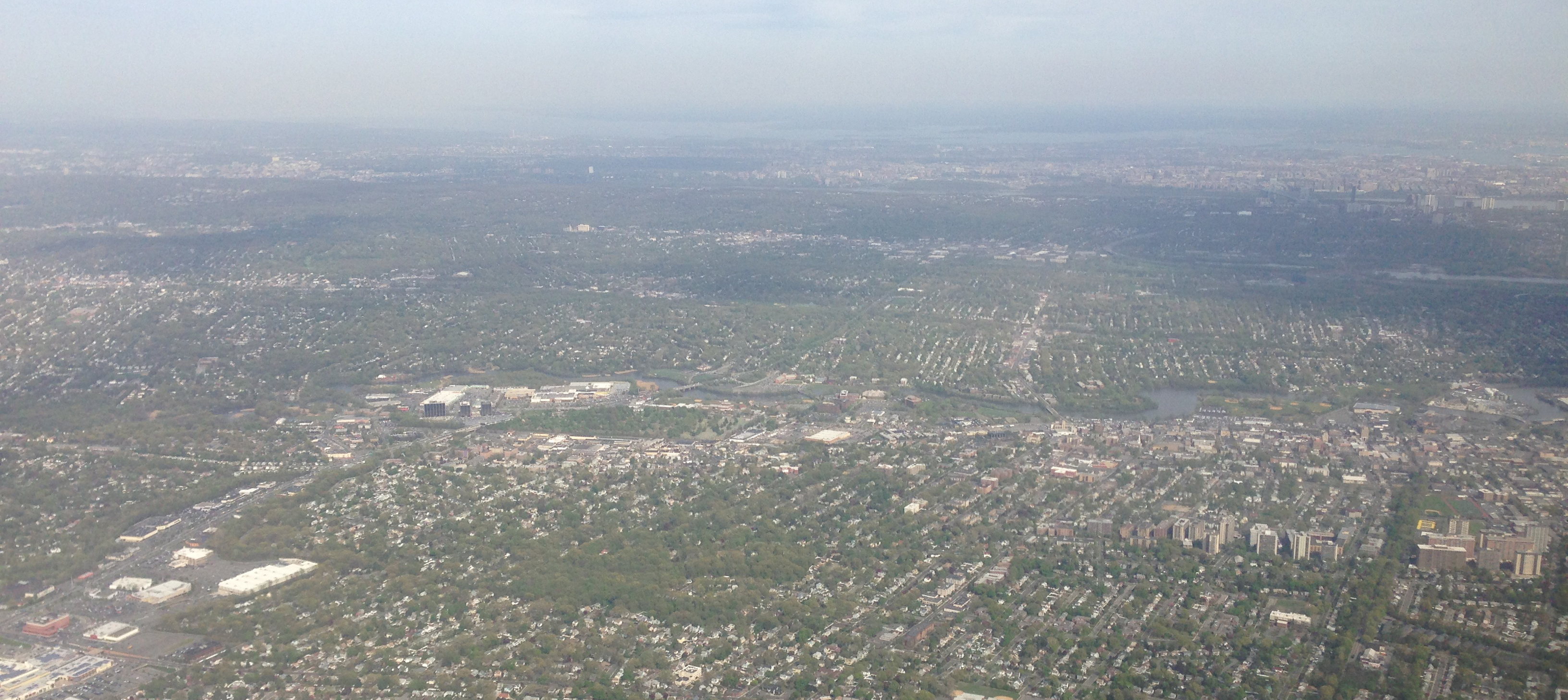
飛行機から撮影したハッケンサック

アメリカ合衆国国勢調査局に拠れば、市域全面積は4.346平方マイル (11.256 km2)であり、このうち陸地4.180 平方マイル (10.826 km2)、水域は0.166 平方マイル (0.430 km2)で水域率は3.82%である。
ハッケンサック市は、パラマス・ボロ、リバーエッジ・ボロ、ティーネック・タウンシップ、ボゴタ・ボロ、リッジフィールド村、リトルフェリー・ボロ、サウスハッケンサック・タウンシップ、ハズブルックハイツ・タウンシップ、ローダイ・ボロ、メイウッド・ボロに囲まれている。
歴史的に価値ある家屋が多く、その幾つかは1990年マスタープランに載せられている。登録された歴史地区はなく、どの場所でも歴史的な側面を保護する制限は無い。市内の約3分の1、大半は市の西部は一戸建て住宅地区の郊外部と考えられる。
市内にその一部あるいは全部が入っている未編入領域は、フェアマウントとノースハッケンサックである。

## 人口動態

### 民族的多様性
バーゲン郡は当初世界中から多くの移民の目的地になっていたので、市民の出身民族の構成は異常なほど多様になった。2013年時点で人口の約38.9%は外国生まれだった。さらに2.5%はアメリカ領であるプエルトリコ生まれであるか、アメリカ人の両親でプエルトリコで生まれた者だった。5歳以上の人口の51.7%は家庭で英語のみを話し、32.5%はスペイン語を話している。南アジアと東アジア出身の市民も2000年以降急増しており、2010年国勢調査ではインド系が2,000人近く、フィリピン系は1,000人以上、韓国系が600人以上となった。ヒスパニック系も急増しており、2010年時点で15,000人以上となっていた。黒人は比率として落ちているが、2000年から2010年の間に絶対数の動きはほとんどない。この同じ期間に白人人口は約10%減り、2010年以降は落ち着いて増加を始め、2010年時点の2万人強を維持している。非ヒスパニック系でも多様化が進み、東欧、ユーラシア、中央アジア、アラビアからの移民が増え、昔多かったイタリア系、アイルランド系、ドイツ系住民の減少を補っている。

### 2010年国勢調査
以下は2010年国勢調査による人口統計データである。
| 基礎データ - 人口: 43,010 人 - 世帯数: 18,142 世帯 - 家族数: 9,706 家族 - 人口密度 : 3,973.0人/km2（10,290.0 人/mi2） - 住居数: 19,375 軒 - 住居密度: 1,789.7軒/km2（4,635.4 軒/mi2） 人種別人口構成 - 白人: 46.67% - アフリカン・アメリカン: 24.44% - ネイティブ・アメリカン: 0.56% - アジア人: 10.30% - 太平洋諸島系: 0.02% - その他の人種: 13.59% - 混血: 4.42% - ヒスパニック・ラテン系: 35.31% 年齢別人口構成 - 18歳未満: 18.7% - 18-24歳: 8.3% - 25-44歳: 34.6% - 45-64歳: 26.1% - 65歳以上: 12.4% - 年齢の中央値: 38歳 - 性比（女性100人あたり男性の人口） - 総人口: 98.0 - 18歳以上: 96.4 | 世帯と家族（対世帯数） - 18歳未満の子供がいる: 23.2% - 結婚・同居している夫婦: 34.1% - 未婚・離婚・死別女性が世帯主: 13.9% - 非家族世帯: 46.5% - 単身世帯: 39.3% - 65歳以上の老人1人暮らし: 10.4% - 平均構成人数 - 世帯: 2.30人 - 家族: 3.11人 収入と家計（2006年から2010年のアメリカン・コミュニティ・サーベイ統計） - 収入の中央値 - 世帯: 57,676米ドル - 家族: 66,911米ドル - 性別 - 男性: 45,880米ドル - 女性: 42,059米ドル - 人口1人あたり収入: 32,036米ドル - 貧困線以下 - 対人口: 10.7% - 対家族数: 8.9% - 18歳未満: 13.2% - 65歳以上: 11.7% |

2010年時点での同性カップル数は145であり、2000年の112から増加していた。

### 2000年国勢調査
以下は2000年国勢調査による人口統計データである。
| 基礎データ - 人口: 42,677 人 - 世帯数: 18,113 世帯 - 家族数: 9,545 家族 - 人口密度: 3,999.4人/km2（10,358.3 人/mi2） - 住居数: 18,945 軒 - 住居密度: 1,775.4軒/km2（4,598.2 軒/mi2） 人種別人口構成 - 白人: 52.61% - アフリカン・アメリカン: 24.65% - ネイティブ・アメリカン: 0.45% - アジア人: 7.45% - 太平洋諸島系: 0.05% - その他の人種: 9.71% - 混血: 5.08% - ヒスパニック・ラテン系: 25.92% | 年齢別人口構成 - 18歳未満: 18.2% - 18-24歳: 8.6% - 25-44歳: 38.4% - 45-64歳: 22.3% - 65歳以上: 12.5% - 年齢の中央値: 36歳 - 性比（女性100人あたり男性の人口） - 総人口: 98.7 - 18歳以上: 98.5 世帯と家族（対世帯数） - 18歳未満の子供がいる: 21.9% - 結婚・同居している夫婦: 34.8% - 未婚・離婚・死別女性が世帯主: 13.0% - 非家族世帯: 47.3% - 単身世帯: 39.8% - 65歳以上の老人1人暮らし: 9.4% - 平均構成人数 - 世帯: 2.26人 - 家族: 3.08人 | 収入と家計 - 収入の中央値 - 世帯: 49,316米ドル - 家族: 56,953米ドル - 性別 - 男性: 39,636米ドル - 女性: 32,911米ドル - 人口1人あたり収入: 26,856米ドル - 貧困線以下 - 対人口: 9.3% - 対家族数: 6.8% - 18歳未満: 9.1% - 65歳以上: 10.3% |

## 政府

### 市政府
ハッケンサック市はニュージャージー州1923年市マネジャー法に従った市政府形態を採っている。市政委員会は5人の委員で構成され任期は5年間、4年毎の5月に行われる無党派選挙で同時に選出される。この政府形態は政策立案（市長と市政委員会の仕事）と政策実行（市マネジャーの仕事）を分離している。これによって管理はそのプロが行い、市全体を見通すことができる。無党派で市全体から選出されること、市長と市政委員会に報告義務のあるプロのマネジャーの手に執行責任を集中させること、政策立案力を1つの主体すなわち市長と市政委員会5人に集中させることを通じて、この政府が維持される。市が市マネジャーの政府形態を採用してから数十年が経過して、歴代市マネジャーの数は9人に過ぎない。

### 連邦、州、郡への代表
ハッケンサック市はアメリカ合衆国下院議員の選挙で、ニュージャージー州第5選挙区に属している。2010年国勢調査以前は、第9選挙区に入っていたが、2012年11月の一般選挙の結果に基づき、ニュージャージー州地区見直し委員会が行った修正が2013年1月に有効となった。州議会下院では第37選挙区に入っている。

### 政治
2011年3月23日時点で、登録有権者総数は19,123 人であり、そのうち8,630 人、45.1%が民主党に、1,993 人、10.4%が共和党に、8,492 人、44.4%が無党派に登録されている。その他の政党は8人である。2010年国勢調査の人口に対しては44.5%、18歳以上に限れば54.7%が有権者登録している。
2012年アメリカ合衆国大統領選挙では、民主党のバラク・オバマは11,335 票、78.6%、共和党のミット・ロムニーが2,835 票、19.6%、その他の候補者が113票、0.8%という結果だった。登録有権者20,971 人のうち、14,428 人、68.8%が投票した。
2008年アメリカ合衆国大統領選挙では、民主党のバラク・オバマは11,711 票、75.7%、共和党のジョン・マケインが3,498 票、228.6%、その他の候補者が102票、0.7%という結果だった。登録有権者20,616 人のうち、15,461 人、75.0%が投票した。2004年アメリカ合衆国大統領選挙では、民主党のジョン・ケリーが9,815 票、71.0%、共和党のジョージ・W・ブッシュが3,870 票、28.0%、その他の候補者が88票、0.6%だった。登録有権者19,013 人のうち、13,818 人、72.7%が投票した。
2013年ニュージャージー州知事選挙では、民主党のバーバラ・ブオノが4,268票、59.7%、共和党のクリス・クリスティが2,790票、39.0%、その他の候補者が89票、1.2%だった。登録有権者19,506 人のうち、7,327 人、37.6%が投票した。180票が無効票だった。
2009年ニュージャージー州知事選挙では、民主党のジョン・コーザインが6,247 票、70.9%、共和党のクリス・クリスティが2,194 票、24.9%、独立系のクリス・ダゲットが288票、3.3%、その他の候補者が31票、0.4%だった。登録有権者19,819 人のうち、8,812 人、44.5%が投票した。

## 教育

### 公立学校
ハッケンサック教育学区が幼稚園から12年生の教育を管轄している。2011年から2012年の教育年度では、6の学校に5,166 人の児童生徒が学び、教師は常勤換算で391.0 人、生徒・教師比率は13.21対1だった。学区内の学校は以下の通りである。生徒数は教育統計全国センターによる。
- フェアモント小学校[79]、幼稚園から4年生、児童数633人
- ファニー・マイアー・ヒラーズ学校[80]、幼稚園から4年生、児童数549人
- ジャクソン・アベニュー学校[81]、幼稚園から4年生、児童数451人
- ネリー・K・パーカー学校[82]、幼稚園から4年生、児童数501人
- ハッケンサック中学校[83]、5年生から8年生、生徒数1,292人
- ハッケンサック高校[84]、9年生から12年生、生徒数1,740人[85][86]

ハッケンサック高校は近隣の町の教育学区との互恵関係協定により、高校生を受け入れている。2012年度ではメイウッドから約250人、ロシェルパークから120人、サウスハッケンサックから250人である。さらにティーターボロの住民もハッケンサック高校あるいはハズブルックハイツ教育学区のハズブルックハイツ高校のどちらかを選択できる。
バーゲン郡のすべての自治体の生徒は、バーゲン郡工業教育学区の提供する中等教育プログラムを選択できる。この学区にはハッケンサックにあるバーゲン郡アカデミーや、バーゲン郡工業高校ティーターボロ・キャンパス、パラマス・キャンパスが含まれている。この学区では、選択式申請方法と、出身学区が負担する授業料に応じ、時分割あるいは全日のプログラムを提供している。

### 私立学校
第一バプテスト教会がハッケンサック・クリスチャン学校を運営している。1973年に設立され、ユニオン通りとコンクリン・プレースに位置している。幼稚園から12年生を教えている。
YCS ジョージ・ワシントン学校は非営利私立学校であり、挙動や感情に障害のある5歳から14歳の子供を幼稚園から8年生に区分して教えている。ハッケンサックにあるYCSホリー・チャイルドケア開発センターに住む子供と、住んでいる学区の特殊教育に適合できない周辺町の子供たちが学んでいる。
パドロ・ピオ・アカデミーはローマ・カトリック教会ニューアーク大教区の管轄下に運営されていたが、生徒数が減り、赤字額が35万ドルに近づいたために、2012年から2013年の教育年度で閉鎖された。この学校はセントフランシス・オブ・アシシ学校とホリー・トリニティ学校の合併により、2009年に設立されていた。

### 高等教育機関
フェアリー・ディキンソン大学都市圏キャンパスがハッケンサック川の傍、ハッケンサックとティーネック・タウンシップの双方に跨っている。
バーゲン・コミュニティカレッジが市内にある。フィリップ・シアルコ・ジュニア学習センターがパセーイク通りの角、メインストリート355にある。
イーストウィック・カレッジはムーア通り250にある。

## 交通

### 道路と高規格道
2010年5月時点で、ノースバーゲン・タウンシップ内には総延長79.69マイル (128.25 km) の道路がある。そのうち62.10マイル (99.94 km) が市の保守に、15.10マイル (24.30 km) がバーゲン郡、2.49マイル (4.01 km) がニュージャージー州交通省の管轄である。
州間高速道路80号線、ニュージャージー州道17号線、同4号線、郡道503号線が市内を通っており、他にも幹線道路が多い。ハッケンサック川に架かるコート通り橋など幾つかの橋もある。

### 公共交通機関
ニュージャージー・トランジットのパスカック・バレー線の駅が市内に3つあり、その内2つはホーボーケン駅で乗り換えてニューヨーク市マンハッタン、ミッドタウンにあるペンシルベニア駅まで行くことができ、セカーカス・ジャンクション駅ではニュージャージー・トランジットの他の線を利用できる。アンダーソン・ストリート駅からはハッケンサックの中心部に近く、一方、エセックス・ストリート駅は市の南部に近い。ニュー・ブリッジ・ランディング駅はリバーエッジとの市境にあり、ショップス・アット・リバーサイドを含め市の北端部から利用できる。
ニュージャージー・トランジットのバス便では、144系統、157系統、162系統から165系統、168系統がニューヨーク市ミッドタウンのポート・オーソリティ・バスターミナルに向かう。175系統、178系統、182系統はアッパー・マンハッタンのジョージ・ワシントン橋バスターミナルに向かう。76系統でニューアークへ、83系統でジャージーシティへ行くことができる。市内では709系統、712系統、751系統から753系統、755系統、756系統、762系統、770系統、772系統、780系統が走っている。バス路線の多くはハッケンサック・バスターミナルを発着点にしており、地域の交通ハブになっている。フォーダム交通の路線バス1X系統がこのバスターミナルを発着点に、フォートリー道路を通ってマンハッタンのインウッドに行っている。
パセーイク・バーゲン鉄道線は計画中のライトレールであり、ハッケンサック市内に駅が2つできる予定である。

## 緊急対応

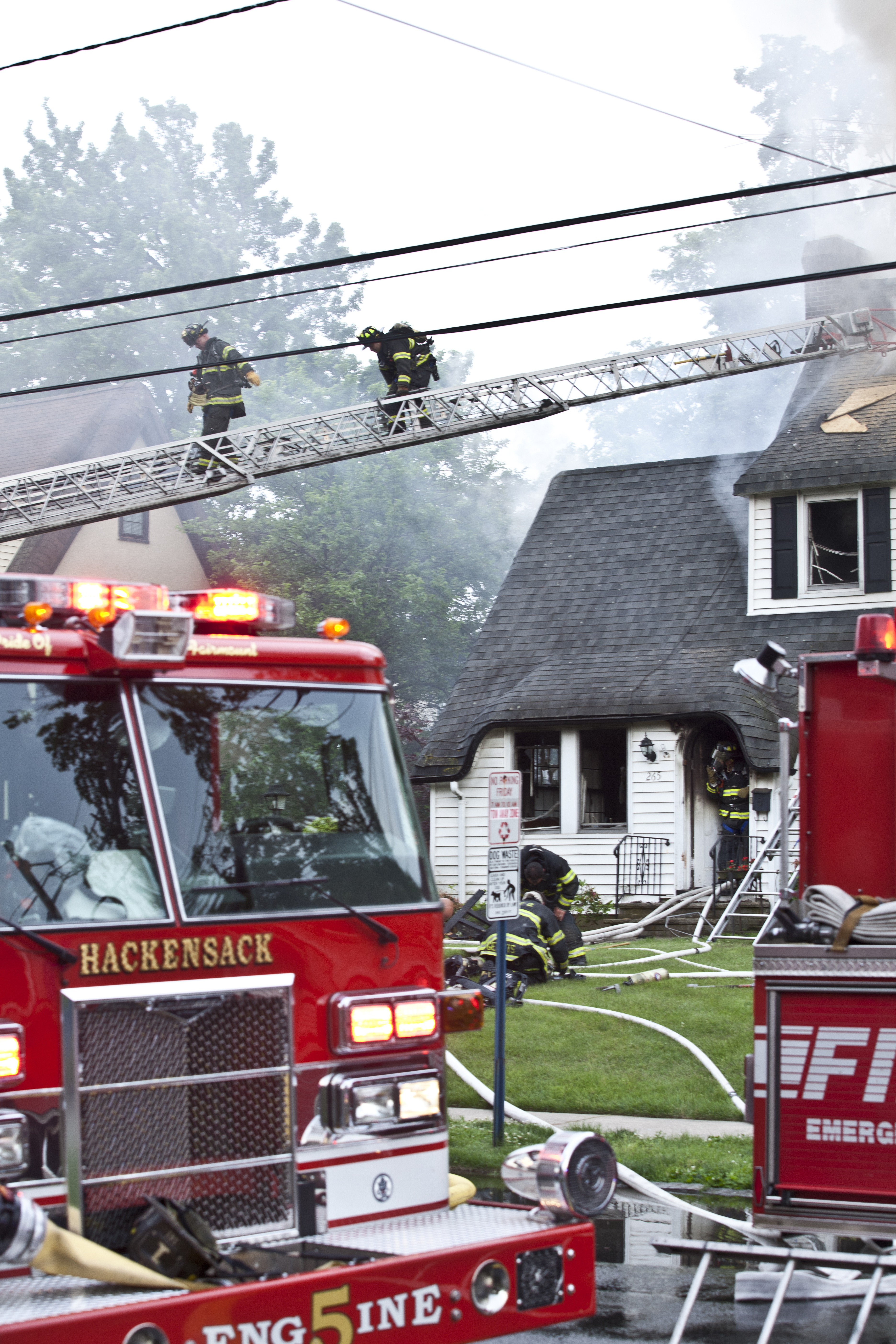
ハッケンサック消防署

### 消防署
ハッケンサック市はハッケンサック消防署の99人の有給、専門消防士によって守られている。1871年4月1日にバーゲン・フック＆ラダー第1中隊として設立された。1911年、常勤の消防署が組織された。年間約5,600件の呼び出しに対応している。
1988年7月1日、フォードのディーラー店で火事が起こり、弓の弦状トラスの屋根が崩壊して消防士5人が死んだ。その崩壊前に消防士が退居するよう命令が出されたが、欠陥のある通信装置のためにそれが伝わらず、最初の崩壊で生き残った消防士2人は、その救援要請が届かなかったために救えなかった。
これまで勤務中に殉職した消防士は9人いる。
ハッケンサック消防署は市内各所に配された4つの駐屯所を持っている。

### 救急医療
ハッケンサック・ボランティア救急団が、ハッケンサックと周辺の町に、相互援助協定に基づいて救急医療を行っている。この部隊は夜は午後6時から午前6時まで、土曜日と日曜日は24時間対応している。日中はハッケンサック大学医療センターの救急サービスが週7日対応しており、週末はボランティアの対応と重複している。ハッケンサック大学医療センターの救急サービスもハッケンサック・ボランティア救急団も北ニュージャージー・モバイル・インテンシブ・ケア・コミュニケーションズによって派遣されている。この組織は到着前の指示を与える緊急医療コールを行っている。

## 見どころ

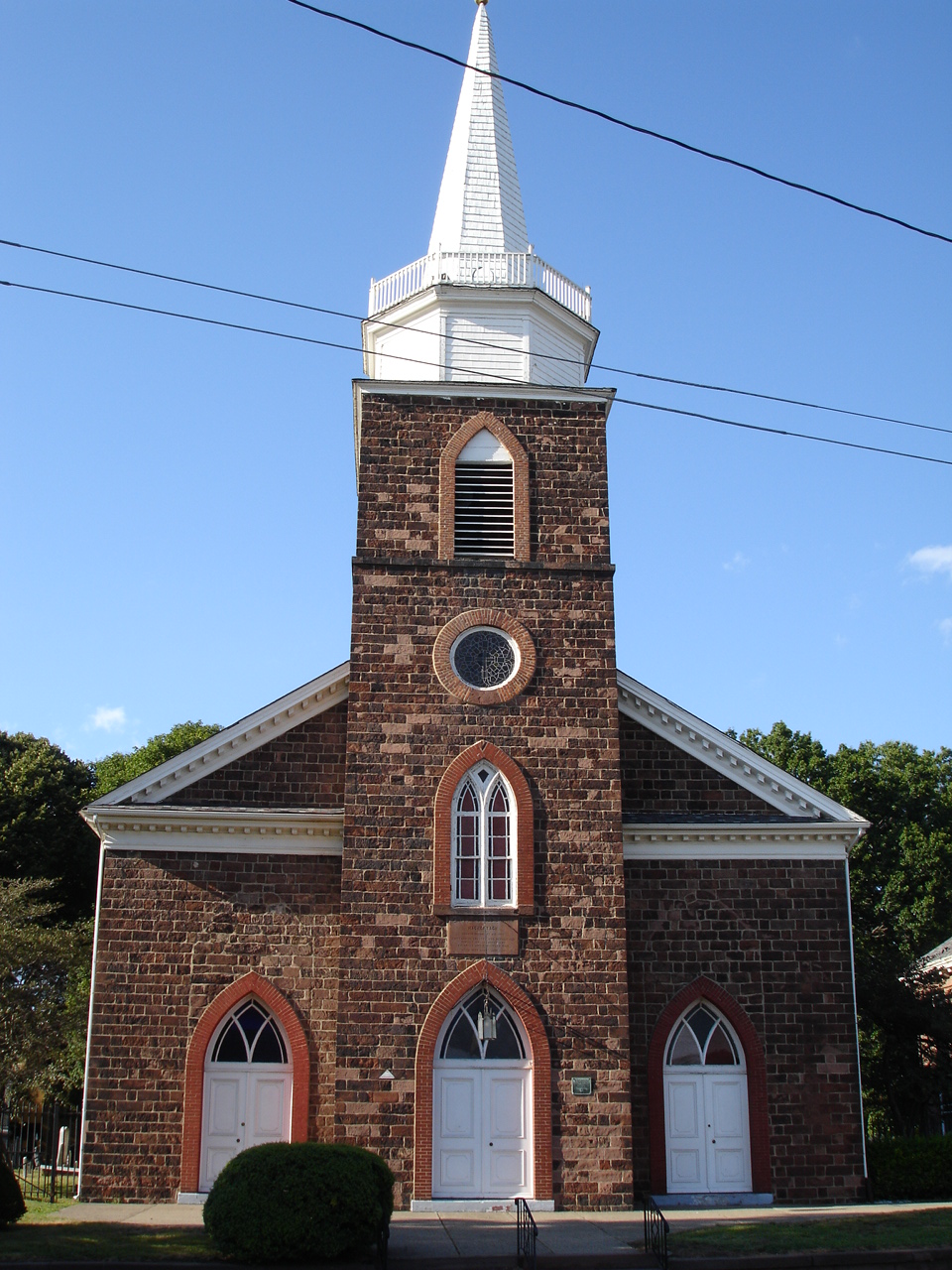
ハッケンサックのザ・グリーンの教会（第一オランダ改革派教会）

ザ・グリーンやメインストリート周辺のハッケンサック中心街の歴史標識を回るウォーキングツアーを行っており、実際の歴史ウォーキングツアーは北のメインストリートを横切るパスカック・バレー線まで可能である。
第一オランダ改革派教会（ザ・グリーンの教会）は1696年に建設された。1696年ベリー少佐が第一オランダ改革派教会に土地を寄付し、同年に建設され、今日でもバーゲン郡で最古、ニュージャージー州では2番目に古い教会として現存している。下記はこの教会に隣接する墓地に埋葬されている著名人である。
- エノック・プア、ジョージ・ワシントンの士官の一人[115][116]
- リチャード・ヴァリック、ニューヨーク市長、ニューヨーク州検事総長[117][118]

バーゲン郡最大の新聞「ザ・レコード」は北ジャージー・メディア・グループの出版物であり、ハッケンサックを本拠地にしていたが、ウッドランドパークに移転した。広さ19.7エーカー (80,000 m2) の敷地はほとんど放棄され、多目的商業プロジェクトで再開発されるべく売却された。そのプロジェクトでは500戸のアパートと、1つのホテルが含まれ、川の歩道との関連を持たせることになる。
ニュージャージー海軍博物館には、第二次世界大戦時のバラオ級潜水艦USSリングが展示されている。他にも小さな水艇や人工物が展示されている。団体での鑑賞には週日に開放される。
ハッケンサック文化芸術センターはブロードウェイ39にあって、市内でも著名な演劇場でありティーネック劇団やハッケンサック劇団など地元の芸術集団が使っている。この施設はハドソン・シェイクスピア劇団が、夏の公演日が雨の場合に利用する。屋外のステイブ公園では、夏の間毎月2回「シェイクスピア水曜日」を開催している。
ショップス・アット・リバーサイド（元はリバーサイド・スクエアモール）は、州道4号線とハッケンサック・アベニューの交差点にある大型ショッピングセンターである。市の北端、ハッケンサック川に沿い、リバーエッジとの市境に近く、川の対岸はティーネック・タウンシップである。このショッピングセンターは現在かなりの拡張を行っており、ブルーミングデールズ、サックス・フィフス・アベニュー、ティファニー、ポッタリー・バーン、バーンズ・アンド・ノーブルなど多くの高級百貨店やレストランが旗艦テナントになっており、テナント用床面積は 674,416 平方フィート (62,655.3 m2) ある。大理石の床で知られ、マンハッタンやバーゲン郡北部から上流層の買い物客を呼んでいる。
ハッケンサックのメインストリートは商店街になっており、ユナイテッド・ジャージー銀行本社ビルや元は百貨店のウールワースがあった場所（現在は金物店）など市の象徴的なランドマークの幾つかがある。ここで唯一残っている大型店はシアーズである。1930年代に開店したその歴史ある建物はメインストリートとアンダーソン通りの角にあり、今日でも営業している。その場所はアンダーソン・ストリート駅に近い。
バーゲン郡監獄は、受刑者と未決囚双方のための留置所である。サウスリバー通りにある。郡はハッケンサック市の北端から監獄の通り向かいの新しい場所に郡警察を移そうとしている。元の場所は「トランジット・ビレッジ」として再開発され、隣接するリバーエッジにはいるニューブリッジ・ランディング駅との関連を持たそうとしている。
市のジョンソン公共図書館はメインストリート274にあり、バーゲン郡共同図書館システムのメンバーである。1901年に州上院議員ウィリアム・M・ジョンソンの寄付金で開館した。
アイスハウスは1996年にオープンしたフルサイズのスケートリングが4面ある施設であり、ニュージャージー・アバランシェという障碍者のホッケーチームや、高校の幾つかのホッケーチームが使用し、またフィギュアスケート金メダリストのサラ・ヒューズ、エレーナ・ベレズナヤとアントン・シハルリドゼのペアがホームリンクにしている。
その他にハッケンサック大学医療センター、ハッケンサック川郡立公園、ボウラー・シティ・ボウリング・レーンズ、ボーグの森自然保護地、バーゲン郡庁舎、バーゲン芸術科学博物館がある。

## メディア
AMラジオのWNYMはハッケンサックで免許を取得し、市内に送信塔を持っている。現在はセイラム・コミュニケーションズが所有し、保守的なトークを流している。1970年代の数年間はラジオの音楽番組でトップ40に入り、WABCと競っていた。

## 大衆文化
ハッケンサックはニュージャージーあるいはニューヨーク市に住んでいた幾人かミュージシャンの歌詞に言及されている。プロスペクト・アベニュー25のヴァン・ゲルダーのレコーディングスタジオは、ジャズ・ミュージシャンのソニー・ロリンズやセロニアス・モンクが彼らの記念碑的作品を録音した場所である。モンクは「ハッケンサック」と題するルディ・ヴァン・ゲルダーに捧げる曲を録音した。その他ハッケンサックが出て来る曲は以下のものがある。
- バンドのスティーリー・ダンが1975年に出したアルバム『うそつきケイティ』の収録曲「親父の嫌いなニューヨーク・シティ」 (Daddy Don't Live in That New York City No More)には "Driving like a fool out to Hackensack / Drinking his dinner from a paper sack" （馬鹿みたいにハッケンサックに車を出して、紙袋から晩飯を飲んでいる）という歌詞がある。
- ロックバンドのファウンテインズ・オブ・ウェインの2003年のアルバム『ウェルカム・インターステイト・マネージャーズ』に収録された「Hackensack」。2009年にケイティ・ペリーにリメイクされた[129]
- ジョニー・キャッシュの1996年のアルバム『Unchained』の収録曲「I've Been Everywhere」。この曲はカントリー歌手ハンク・スノウが1962年にヒットさせたもののカバーだった
- ピーター・シックリー（ペンネームはP. D. Q. バッハ）の「O Little Town of Hackensack」。クリスマスキャロル「O Little Town of Bethlehem」のパロディになっている[130]
- ビリー・ジョエルの歌「Movin' Out」には、"Who needs a house out in Hackensack? Is that all you get for your money?"（誰がハッケンサック郊外の家なんて欲しがるんだ、そんなものに金を使うのか？）という歌詞がある[131]
- ロックバンドのシステム・オブ・ア・ダウンの曲『Lost In Hollywood』には、"The lines in the letter said, "We have gone to Hackensack"（手紙には「我々はハッケンサックに行ってしまった」という文がある）という歌詞がある。

ハッケンサックは映画、書籍、テレビでも登場している。
- 1978年の映画『スーパーマン』では、ハッケンサックがレックス・ルーサー(ジーン・ハックマン)の発射する核ミサイルの爆発点とされていた。 スーパーマン(クリストファー・リーヴ) はクリプトナイトからの放射線で緩りと死につつあった
- 1954年の映画『裏窓』（アルフレッド・ヒッチコック監督、 L・B・ジェフリー(ジェームズ・ステュアート)、その女中ステラ（ セルマ・リッター）、ステラは「冬の間、ハッケンサックの全ての人を眠らせる」ために十分な量のロジウム・トリ・エッコノールの錠剤を扱っていると考える。ステラとジェフリーが隣人をスパイしている間に、その内の1人が明らかに自殺を試みて1組の錠剤をテーブルの上に置いていると述べる。
- 作家のF・スコット・フィッツジェラルドは1911年にハッケンサックの予備校ニューマン学校に入った[132][133]
- リチャード・プライヤーが主演した1985年の映画『マイナーブラザーズ 史上最大の賭け事』では、架空のマイナーリーグ野球チーム「ハッケンサック・ブルズ」の投手を演じている。球場の外野は鉄道の線路が横切っている[134]
- 1998年制作のホラー映画『チャイルド・プレイ』では、チャッキーの人間の体が架空のハッケンサック墓地に埋められていると言われている[135]

## 著名な出身者
ハッケンサック市で生まれ、居住し、あるいは密接な関わりがあった著名人は以下のとおりである。
- エリック・アーント（1986年 - ）、プロレスラー、WWE、リングネームは「エンツォ・アモーレ」[136]
- キャロル・アーサー（1935年 - ）、女優、メル・ブルックス監督の映画で多くの脇役を演じた[137]
- フィリップ・キャリー（1925年–2009年）俳優、テレビドラマ『ワン・ライフ・トゥ・リヴに出演[138]
- ジョン・フェン（1917年-2010年）、分析化学者、エレクトロスプレーイオン化法の開発により2002年にノーベル化学賞を受賞[139]
- シルビア・フォンタナ（1976年 - ）、フィギュアスケート選手、2002年ソルトレークシティオリンピックと2006年トリノオリンピックでイタリア代表[140]
- マイク・フラテロ（1947年 - ）、NBA コーチ、テレビ解説者[141][142]
- エレーネ・ゲデヴァニシヴィリ（1990年 - ）、フィギュアスケート選手、2006年トリノオリンピック、2010年バンクーバーオリンピック、2014年ソチオリンピックでジョージア（当時呼称: グルジア）代表[143]
- エリック・キャロス（1967年 - ）、メジャーリーグベースボール選手、テレビ解説者[144][145]
- ジェイソン・ルロ（1972年 - ）、ドラマー、プログレッシブ・メタル・バンド、シンフォニー・エックスの設立メンバー[146][147]
- ウォルター・シラー（1923年–2007年）、NASA 宇宙飛行士、マーキュリー計画に選ばれた7人の1人
- ルディ・ヴァン・ゲルダー（1924年 - ）、レコーディング・エンジニア、1950年代のハッケンサックのレコーディングスタジオでブルーノート・レコードのために多くのジャズのアルバムを制作した[148][149]